# Maximilian Schachmann
Maximilian Schachmann, né le 9 janvier 1994 à Berlin, est un coureur cycliste allemand, membre de l'équipe Soudal Quick-Step. Il a notamment remporté Paris-Nice en 2020 et 2021, une étape du Tour d'Italie et le championnat du monde du contre-la-montre par équipes en 2018.

## Biographie

### Jeunesse et carrière amateur
Poussé par son père, Maximilian Schachmann commence le cyclisme en 2005. Il démontre de grandes facultés de rouleur, et prend notamment la médaille de bronze du championnat du monde du contre-la-montre juniors de 2012. 
Il est double médaillé d'argent aux mondiaux espoirs du contre-la-montre en 2015 et 2016. En 2015, il décide également de perdre du poids pour mieux franchir les cols. Il gagne le classement général du Tour d'Alsace et l'étape reine au sommet du lac Blanc, ainsi qu'une étape sur le Tour du Val d'Aoste, au sommet du Piani di Tavagnasco, où il devance deux grimpeurs Pavel Sivakov et Enric Mas.
Le 19 juillet 2016, il est promu avec deux de ses coéquipiers dans l'équipe principale, Quick-Step Floors, dès la saison 2017.

### 2017-2018: Quick-Step

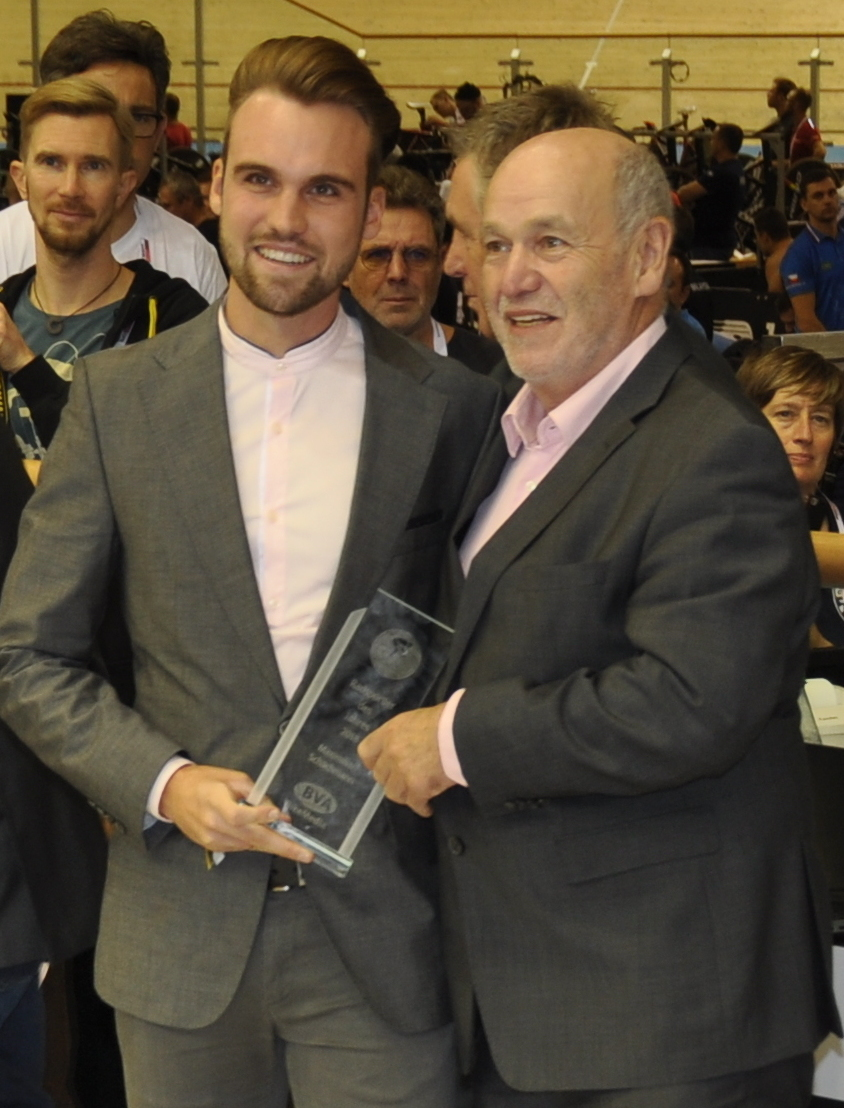
Schachmann recevant son trophée de Cycliste allemand de l'année en 2018.

En 2017, il se signale en avril, en prenant la quatrième place du contre-la-montre du Tour de Romandie. Sa saison se termine en août en raison d'une blessure au talon qui le prive du Tour d'Espagne et des mondiaux.
Il lance sa saison 2018 sur le Dubaï Tour avant de participer au Tour de l'Algarve (7e au classement général) puis à la Classic de l'Ardèche où il finit deuxième derrière Romain Bardet. Le lendemain, il termine 11e de la Drôme Classic alors que ses coéquipiers Jhonatan Narvaez et Bob Jungels en prennent les 2e et 3e places. Après un abandon sur les Strade Bianche et une participation au Tour de Catalogne où il remporte la 6e étape en battant son compagnon d'échappée, l'Espagnol Diego Rubio Hernández, il prend part à la victoire de son coéquipier Julian Alaphilippe sur la Flèche wallonne en attaquant à 36 kilomètres de l'arrivée en compagnie, notamment, de Vincenzo Nibali. Il est le dernier repris dans le mur de Huy et termine huitième de la course. 
En mai, il prend le départ de son premier grand tour sur le Tour d'Italie. À la suite du prologue dans les rues de Jérusalem terminé à la huitième place, il porte le maillot blanc de meilleur jeune jusqu'à la 6e étape au sommet de l'Etna où il le perd au profit de l'Équatorien Richard Carapaz. Il remporte également la dix-huitième étape au sommet de Prato Nevoso, au bout d'une longue échappée et rentre dans le top 15 de quatre autres étapes. Un mois après ce Giro, il échoue au pied du podium lors du championnat d'Allemagne de contre-la-montre, devancé par Tony Martin, Jasha Sütterlin et Nikias Arndt. Sélectionné pour représenter son pays aux championnats d'Europe de cyclisme sur route, il se classe troisième de l'épreuve contre-la-montre. En août, il décroche trois cinquième places d'étape sur le BinckBank Tour et s'adjuge la 4e place au général. Retenu pour participer au Tour d'Allemagne qui fait son retour au calendrier après dix ans d'absence, il y remporte la deuxième étape et se classe troisième du général. En fin d'année, il est élu cycliste allemand de l'année.

### Depuis 2019: Bora-Hansgrohe

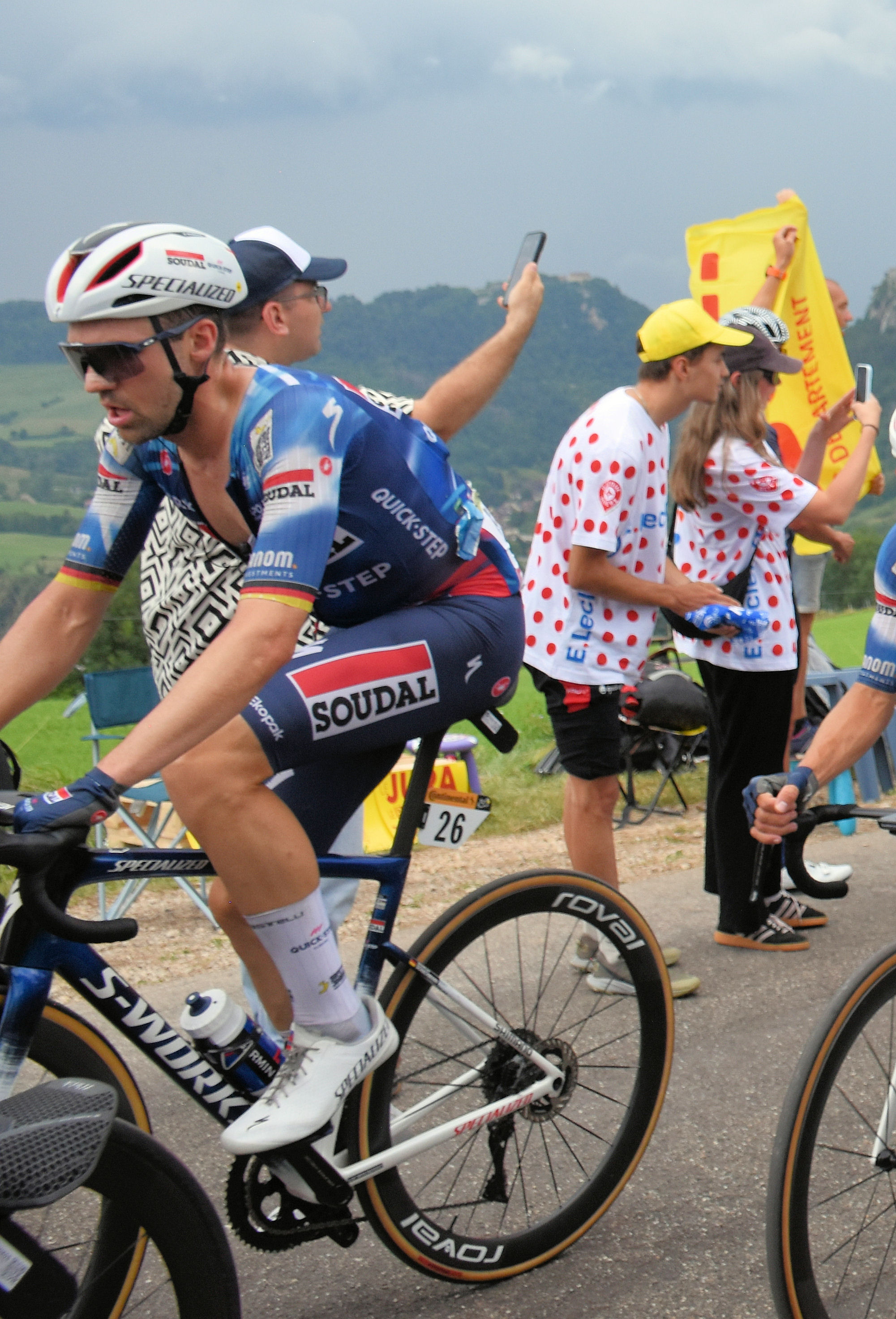
Maximilian Schachmann sur le Tour de France 2025

En 2019, il signe un contrat avec l'équipe World Tour allemande Bora-Hansgrohe, où il rejoint Emanuel Buchmann, autre spécialiste allemand des courses par étapes. En début d'année, il remporte le Grand Prix de l'industrie et de l'artisanat de Larciano, une semi-classique italienne. En mars, il gagne en solitaire une étape du Tour de Catalogne. Au Tour du Pays basque, il s'adjuge le contre-la-montre de la première étape pour prendre la tête du classement général, avant d'obtenir deux autres victoires d'étapes lors des troisième et quatrième étapes. Il cède la tête du général à son coéquipier Emanuel Buchmann lors de l'étape reine.  Il remporte finalement le classement par points et se classe au dixième rang du général. Il court ensuite avec réussite les classiques ardennaises, se classant cinquième de l'Amstel Gold Race et de la Flèche wallonne, puis troisième de Liège-Bastogne-Liège. Le 30 juin, il devient champion d'Allemagne sur route, terminant premier dans un final où les Bora-Hansgrohe réalisent le triplé lors d'une course exigeante avec des chaleurs extrêmes allant jusqu'à 40 °C et où seulement 15 des 190 partants ont atteint la ligne d'arrivée. En juillet, il prend le départ de son premier Tour de France. Pendant le contre-la-montre de la 13e étape, alors qu'il réalise un bon temps, il chute vers la fin du parcours. Alors qu'il termine l'étape au ralenti, il lui est ensuite diagnostiqué plusieurs fractures à la main et doit abandonner le Tour.
Lors de la saison 2020, il termine deuxième de la première étape de montagne du Tour de l'Algarve, battu de quelques centimètres par Remco Evenepoel. Il se classe également derrière ce même coureur au classement final. Il remporte par la suite la première étape de Paris-Nice et prend le maillot de leader. Il le conserve jusqu'au bout et s'adjuge le général de l'épreuve, sa première grande victoire sur une course par étapes. La course a cependant été amputée d'une étape et plusieurs équipes ont retiré leurs coureurs au cours de l'épreuve, en raison de la pandémie de Covid-19. Il retrouve la compétition lors des Strade Bianche le 1er août, où il se classe troisième d'une course remportée en solitaire par Wout van Aert. Après le Tour de Pologne, il participe au Tour de Lombardie où il termine septième. Lors de cette épreuve, il subit une chute après qu'une voiture extérieure à la course mais qui se trouve par erreur sur le parcours l'a percuté. Après la course, une fracture de la clavicule droite, lui est diagnostiquée. Il participe tout de même au Tour de France et termine notamment troisième de la 13e étape. Fin septembre, il est neuvième des mondiaux.
Lors d'un stage d'entraînement en janvier 2021 en Italie, il fait partie d'un groupe de 7 coureurs de son équipe qui est percuté par un automobiliste. Il est atteint de blessures superficielles. En mars, il participe à Paris-Nice, course dont il est le tenant du titre. Deuxième du classement général derrière Primož Roglič au départ de la dernière étape, le Slovène perd plus de trois minutes en raison de deux chutes, ce qui permet à Schachmann de remporter la course pour la deuxième année de suite. Il se classe ensuite 14e de Milan-San Remo, puis 27e du Tour du Pays basque après une dernière étape difficile où il perd plus de 15 minutes. En avril, il réalise sa meilleure campagne de classiques ardennaises : troisième de l'Amstel Gold Race, dixième de la Flèche wallonne et neuvième de Liège-Bastogne-Liège. Il reprend la compétition en juin, avec une quatrième place sur le Tour de Suisse, puis un deuxième titre de Champion d'Allemagne sur route, où il s'impose en solitaire avec plus d'une minute d'avance. Il fait l'impasse sur le Tour de France pour se concentrer sur les Jeux olympiques de Tokyo, où il se classe dixième de la course en ligne et quinzième du contre-la-montre. Il prend part ensuite à son premier Tour d'Espagne, mais souffrant de douleurs musculaires, il est non-partant lors de la 13e étape.
Devant initialement commencer sa saison 2022 à la fin du mois de janvier au Challenge de Majorque, sa reprise est retardée en raison d'un test positif au SARS-CoV-2. Il commence sa saison lors de Paris-Nice. En juin, il est deuxième du Grand Prix du canton d'Argovie puis dixième du Tour de Suisse. À nouveau infecté au SARS-CoV-2, il est absent au championnat d'Allemagne. Présent au Tour de France, il ne court pas en août et annonce en septembre arrêter prématurément sa saison en raison d'un « syndrome de fatigue ».

## Caractéristiques
Schachmann a un profil de rouleur-grimpeur, idéal pour les courses par étapes. D'abord spécialiste du contre-la-montre, il s'est astreint à perdre du poids en 2015 afin d’améliorer ses performances en montagne. Il est aussi connu pour dodeliner de la tête à mesure qu'il pédale à un rythme soutenu.

## Palmarès et classements

### Palmarès amateur
| - 2011 - 2e du championnat d'Allemagne sur route juniors - 9e du championnat d'Europe du contre-la-montre juniors - 2012 - 3e du championnat du monde du contre-la-montre juniors - 9e du championnat d'Europe du contre-la-montre juniors - 2013 - 9e du championnat d'Europe du contre-la-montre espoirs - 2014 - 2e du championnat d'Allemagne du contre-la-montre espoirs - 5e du championnat du monde du contre-la-montre espoirs - 5e du championnat d'Europe du contre-la-montre espoirs | - 2015 - 2e du championnat du monde du contre-la-montre espoirs - 3e du championnat d'Europe du contre-la-montre espoirs - 2016 - Champion d'Allemagne du contre-la-montre espoirs - 3e étape du Tour de la Vallée d'Aoste - Tour Alsace : - Classement général - 3e étape - 2e du championnat du monde du contre-la-montre espoirs - 2e du Tour de Berlin - 3e du Triptyque des Monts et Châteaux |  |

### Palmarès professionnel
| - 2018 - Champion du monde du contre-la-montre par équipes - 6e étape du Tour de Catalogne - 18e étape du Tour d'Italie - 2e étape du Tour d'Allemagne - 2e de la Classic de l'Ardèche - 3e du championnat d'Europe du contre-la-montre - 3e du Tour d'Allemagne - 4e du BinckBank Tour - 8e de la Flèche wallonne - 2019 - Champion d'Allemagne sur route - Grand Prix de l'industrie et de l'artisanat de Larciano - 5e étape du Tour de Catalogne - 1re, 3e et 4e étapes du Tour du Pays basque - 3e de Liège-Bastogne-Liège - 5e de l'Amstel Gold Race - 5e de la Flèche wallonne - 10e du Tour du Pays basque - 10e du Tour de Californie - 2020 - Paris-Nice : - Classement général - 1re étape - 2e du Tour de l'Algarve - 3e des Strade Bianche - 7e du Tour de Lombardie - 9e du championnat du monde sur route | - 2021 - Champion d'Allemagne sur route - Classement général de Paris-Nice - 3e de l'Amstel Gold Race - 4e du Tour de Suisse - 9e de Liège-Bastogne-Liège - 10e de la Flèche wallonne - 10e de la course en ligne des Jeux olympiques - 2022 - 2e du Grand Prix du canton d'Argovie - 10e du Tour de Suisse - 2023 - 3e étape du Sibiu Cycling Tour - 3e du championnat d'Allemagne sur route - 2024 - Médaillé d'argent du championnat du monde du contre-la-montre par équipes en relais mixte - 9e du contre-la-montre des Jeux olympiques - 9e du Renewi Tour - 2025 - Champion d'Allemagne du contre-la-montre - 1re étape du Tour du Pays basque (contre-la-montre) - 3e du Tour du Pays basque |  |

### Résultats sur les grands tours

#### Tour de France
4 participations
- 2019 : non-partant (14e étape)
- 2020 : 57e
- 2022 : 46e
- 2025 : 68e

#### Tour d'Italie
2 participations
- 2018 : 31e, vainqueur de la 18e étape
- 2024 : 45e

#### Tour d'Espagne
1 participation
- 2021 : non-partant (13e étape)

### Classements mondiaux
| Année                                 | 2013  | 2014 | 2015 | 2016 | 2017 | 2018 | 2019 | 2020 | 2021 | 2022 | 2023 | 2024 |
| ------------------------------------- | ----- | ---- | ---- | ---- | ---- | ---- | ---- | ---- | ---- | ---- | ---- | ---- |
| UCI World Tour                        |       |      |      | nc   | 262e | 73e  |      |      |      |      |      |      |
| Classement mondial                    |       |      |      | 364e | 421e | 66e  | 25e  | 14e  | 22e  | 325e | 467e | 132e |
| UCI Europe Tour                       | 1034e | 722e | 777e | 366e | 321e | 116e | 19e  | 12e  | 19e  | 262e | nc   | 106e |
| UCI Asia Tour                         | nc    | nc   | nc   | 91e  | nc   | 387e |      |      |      |      |      |      |
| UCI America Tour                      | nc    | nc   | 202e | nc   | nc   | nc   |      |      |      |      |      |      |
|                                       |       |      |      |      |      |      |      |      |      |      |      |      |
| Légende : nc = non classéSource : UCI |       |      |      |      |      |      |      |      |      |      |      |      |

## Distinctions
- Cycliste allemand junior de l'année : 2012
- Cycliste allemand de l'année : 2018